# Yuliya Artemova
Yuliya Artemova –en ucraniano, Юлія Артемова– (2 de noviembre de 1985) es una deportista ucraniana que compitió en halterofilia. Ganó una medalla de bronce en el Campeonato Europeo de Halterofilia de 2010, en la categoría de 69 kg.

## Palmarés internacional
| Campeonato Europeo | Campeonato Europeo  | Campeonato Europeo | Campeonato Europeo |
| Año                | Lugar               | Medalla            | Categoría          |
| ------------------ | ------------------- | ------------------ | ------------------ |
| 2010               | Minsk (Bielorrusia) | Medalla de bronce  | 69 kg              |